# گری باور
گری لی باور (Gary Lee Bauer) (زادهٔ ۴ می ۱۹۴۶)،‏ کارمند دولت، فعال مدنی و نامزد پیشین ریاست جمهوری اهل ایالات متحده است. وی در اداره رونالد ریگان به عنوان معاون وزیر آموزش و همچنین مشاور ارشد سیاست داخلی خدمت نموده و بعدتر رئیس «شورای پژوهش خانواده» و معاون ارشد سازمان «تمرکز بر خانواده» شد که هر دو سازمان از جمله سازمان‌های مسیحی محافظه کار بودند. در انتخابات مقدماتی ۲۰۰۰ ریاست جمهوری ایالات متحده، باور نامزد حزب جمهوری‌خواه بود و در پنج گفتمان ملی شرکت کرد. وی بخاطر دادخواهی برای آزادی دینی، حمایت از اسرائیل و تعهدش نسبت به انتخاب نامزدان محافظه‌کار در کنگره شناخته می‌شود.
باور در حال حاضر رئیس یک سازمان دادخواهی موسوم به ارزش‌های آمریکایی است. در می ۲۰۱۸، رئیس‌جمهور دونالد ترامپ وی را در کمیسیون بین‌المللی آزادی دینی ایالات متحده گماشت.

## پس‌زمینه
باور در یک خانواده طبقه متوسط در کاوینگتن، کنتاکی بدنیا آمده و در نیوپورت، کنتاکی بزرگ شد؛ مادر وی الیزابت «بیتی» (گوسیت) نام داشت و پدرش استانلی رینولدز باور یک کارگر بود. از نظر مذهبی، وی به فرقه باپتیست جنوبی گرایش دارد. باور در مورد زادگاه خود چنین گفت، «طی سال‌های که من در آنجا بزرگ شدم، شهر به‌طور کامل در کنترل سندیکای جرایم سازمان یافته که از تولیدو، اوهایو سازماندهی می‌شد، قرار داشت. و وقتی من می‌گویم تحت کنترل آن بود، یعنی شهرداری، شورای شهر و حتی پلیس همه به خوبی پرداخت می‌شدند». باور، از تلاش شهر برای مبارزه با این فساد به عنوان یکی از موارد عمده تأثیرگذار بر محافظه‌کاری سیاسی خود یاد کرد.
باور مدرک لیسانس خود را در ۱۹۶۸ میلادی از کالج جرج‌تاون در جرج‌تاون، کنتاکی کسب نموده و در ۱۹۷۳ میلادی مدرک جی‌دی خود را از دانشگاه جرج‌تاون بدست آورد. همزمان با آموزش در مدرسه حقوق، وی از ۱۹۶۹ تا ۱۹۷۳ میلادی به عنوان دستیار رئیس تحقیق مخالفین [تحقیق در مورد مراودات رقبای سیاسی] در کمیته ملی جمهوری‌خواه خدمت نمود. پس از آن، وی از ۱۹۷۳ تا ۱۹۸۰ میلادی به عنوان رئیس روابط حکومتی انجمن بازاریابی پست مستقیم کار کرد. وی از ۱۹۸۲ تا ۱۹۸۷ میلادی به عنوان دستیار معاون وزیر آموزش ایالات متحده در امور برنامه‌ریزی و بودجه و از ۱۹۸۷ تا ۱۹۸۸ میلادی به عنوان مشاور سیاست داخلی خدمت نمود. هنگام خدمت در اداره رئیس‌جمهور ریگان، او به عنوان رئیس گروه کاری ویژه رئیس‌جمهور ریگان در امور خانواده گماشته شد. گزارش وی تحت عنوان «خانواده: حفظ آینده آمریکا»، در دسامبر ۱۹۸۶ به رئیس‌جمهور ارایه گردید.
باور از ۱۹۸۸ تا ۱۹۹۹ میلادی به عنوان رئیس شورای پژوهش خانواده خدمت کرد. وی از این سمت خود کناره‌گیری کرد تا به عنوان نامزد حزب جمهوری‌خواه وارد انتخابات ریاست جمهوری ایالات متحده شود. او پس از انتخابات مقدماتی (میان حزبی) در فوریه ۲۰۰۰ این رقابت را ترک کرد. وی سازمان پیکار برای خانواده‌های کارگر (CWF)، یک کمیته اقدام سیاسی متعهد به انتخاب نامزدان «طرفدار خانواده، طرفدار زندگی و طرفدار بازار آزاد» برای سمت‌های ایالتی و فدرال، را در ۱۹۹۶ میلادی بنیان گذاشت. علاوه بر خدمت به عنوان رئیس CWF، باور همچنین رئیس سازمان ارزش‌های آمریکایی است، سازمان غیرانتفاعی که «متعهد به دفاع از زندگی، ازدواج سنتی و آماده‌سازی کودکان مان برای ارزش‌های محافظه‌کارانه» است. وی همچنین در هیئت اجرایی سازمان مسیحیان متحد برای اسرائیل، گروه لابی گری به سرپرستی جان هاگ، خدمت می‌کند. در ۳ ژوئن ۱۹۹۷، گاری باور یکی از امضاءکنندگان بیانیه اصول طرح برای یک سده آمریکایی جدید (PNAC) بود. او در هیئت مدیره کمیته اضطراری برای اسرائیل نیز خدمت می‌کند.
باور اکنون به عنوان رئیس سازمان ارزش‌های آمریکایی خدمت می‌کند (سازمان مدافعه از ارزش‌های محافظه‌کاری). در اواخر ماه می ۲۰۱۸، باور از سوی رئیس‌جمهور دونالد ترامپ در کمیسیون بین‌المللی آزادی دینی ایالات متحده گماشته شد.
باور با کارول هوک ازدواج کرده‌است و در ویرجینیا زندگی می‌کند. گری و کارول سه فرزند بالغ دارند.

## مواضع سیاسی
باور به عنوان «یک سیاستمدار محافظه‌کار باپتیست با تعهد قوی نسبت به حفظ شیرازه سنتی خانواده و ارزش‌های یهودی-مسیحی که از دید وی بنیاد جامعه آمریکا را تشکیل می‌دهند» توصیف شده‌است. باور از طرفداران جنبش ضد سقط جنین است. وی طرفدار لغو قوانینی است که سقط جنین را اجازه می‌دهد. به عنوان نخستین قدم برای آرمان طرفداری از زندگی، وی برای تغییر حکم دیوان عالی در پرونده رو در برابر وید دادخواهی می‌نماید. وی می‌خواهد تا وجوه مالی اداره فرزندپروری تنظیم‌شده قطع گردیده و همکاری‌های مالی ایالات متحده به هر مؤسسهٔ که سقط جنین انجام می‌دهد یا مشاوره فراهم می‌کند متوقف گردد. وی بخاطر حمایت نکردن از قتل دلسوزانه، به قانون اساسی و طرز دید مسیحیت نسبت به زندگی انسان اشاره نموده و می‌گوید، «تمامی افراد دارای ارزش بیکران هستند چون آنها به تصویر و شکل خدا آفریده شده‌اند». وی حامی جزای اعدام به زندانیان در صف مرگ هستند. باور مخالف شبیه‌سازی و پژوهش سلول بنیادی در دوران رویانی است، اما از پژوهش‌های سلول بنیادی در بزرگسالان حمایت می‌کند. وی از متمم قانون اساسی برای ممنوع کردن ازدواج-همجنس حمایت نموده و برنامه‌های آموزش جنسی پرهیزکارانه را نسبت به برنامه‌های آموزش جنسی جامع ترجیح می‌دهد. باور می‌خواهد تمامی بازدارنده‌های اقتصادی ازدواج را از قوانین مالیات حذف نماید.
در رابطه با مسائل سیاست خارجی، باور از برقراری روابط قوی با اسرائیل حمایت می‌کند، با چین تا زمانی که مسائل حقوق بشری خود را بهبود نبخشد تجارت نه نموده و از حمایت مالی کامل جنگ عراق حمایت نمود. باور باورمند است که آمریکا باید پیشروی نموده و از آزادی در سطح جهان محافظت نماید و «پیام آزادی را به دنیای عرب بیاورد». وی یکی از منتقدین اسلام است.
باور حامی تنفیذ تمامی قوانین بر علیه مهاجرت غیرقانونی بوده و اینکه تمامی مهاجرین باید انگلیسی و رسوم ایالات متحده را بیاموزند.
در رابطه با مسائل اقتصادی، باور از کاهش مالیات بر درآمد و کاهش مقررات کسب‌وکارهای کوچک حمایت می‌کند. وی فکر می‌کند که حکومت نباید یک حداقل دستمزد تعیین نماید. وی اظهار داشته‌است که شرکت‌های سهامی باید هم به ایالات متحده و هم به سهامداران خود خدمت نماید، وی همچنین گهگاهی از سازمان تجارت جهانی انتقاد نموده‌است.

## پیکار انتخاباتی ریاست جمهوری
باور در آوریل ۱۹۹۹ پیکار انتخاباتی ریاست جمهوری خود را اعلام نمود که به‌طور غالب بر محور مسائل اجتماعی مانند سقط جنین متمرکز بود. باور قبل از اینکه از رقابت نامزدی ریاست جمهوری حزب جمهوری‌خواه صرف نظر کند، در رایزنش جمهوری‌خواه در ایالت آیووا بیش از ۸٪ و در انتخابات مقدماتی جمهوری‌خواه در ایالت نیوهمپشایر کمتر از ۱٪ رأی دریافت کرد. هنگام دست کشیدن از رقابت در فوریه ۲۰۰۰، باور حمایت خود را از جان مک‌کین اعلام کرد. در خزان ۱۹۹۹، دو عضو ارشد ستاد انتخاباتی باور پرسش‌های را در مورد جلسه باور با یک همکار زن ستاد انتخاباتی وی در پشت درهای بسته، مطرح نمودند. نپذیرفتن هرگونه عمل ناشایست از جانب باور باعث شد تا دو کارمند ستاد انتخاباتی وی استعفا دهند. هیچگونه مدرک معتبری در مورد کفرگویی باور هرگز فراهم نگردیده‌است.